# موكب يوم النصر في موسكو 2023

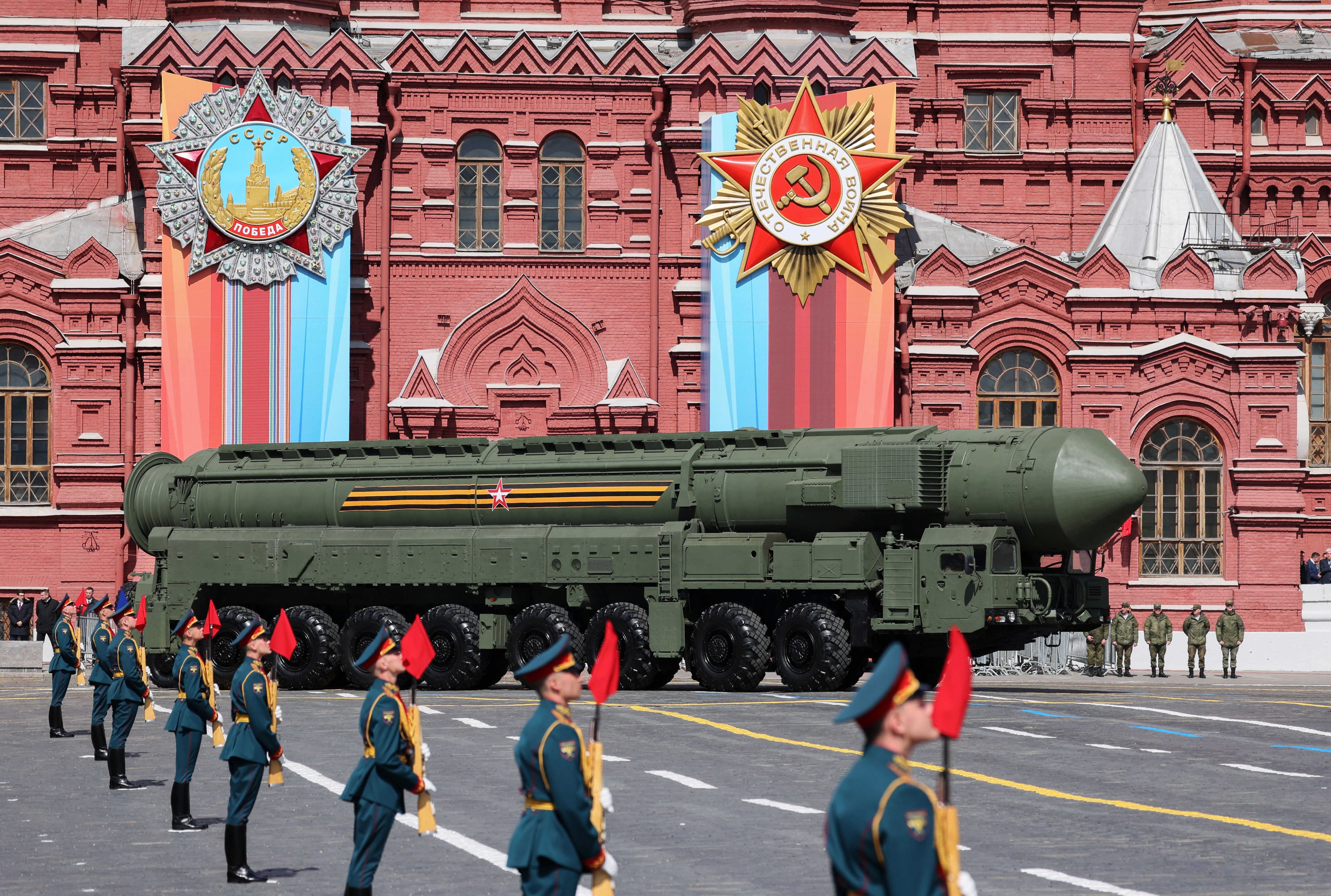
رس-24 يارس ICBMعرض موكب يوم النصر في موسكو عام 2023

موكب يوم النصر في موسكو 2023 هو عرض عسكري أقيم في الميدان الأحمر، موسكو، روسيا، في 9 مايو 2023، لإحياء ذكرى يوم النصر الذي يحتفل بهزيمة ألمانيا النازية ونهاية الجبهة الشرقية للحرب العالمية الثانية. قلص حجم الحدث بسبب الغزو الروسي المستمر لأوكرانيا وسط مذكرة اعتقال بحق فلاديمير بوتين أصدرتها المحكمة الجنائية الدولية في مارس 2023.

## خلفية
يوم النصر هو يوم عطلة علماني مهم في روسيا يحيي ذكرى استسلام ألمانيا في الحرب العالمية الثانية، والذي يمثل نهاية أحد أكثر قائمة الحروب حسب حصيلة الوفيات. يحتفل العيد بالقوة العسكرية والثبات الأخلاقي للجيش الأحمر، الذي عانى من خسائر فادحة في الحرب، حيث فقد ما لا يقل عن 20 مليون مواطن سوفيتي حياتهم. يتم الاحتفال بيوم النصر سنويًا في 9 مايو منذ عام 1945، وهو أحد أكثر العطلات الرسمية احترامًا واحتفالًا على نطاق واسع في روسيا، حيث تقام المسيرات والألعاب النارية والحفلات الموسيقية في جميع أنحاء البلاد.
وكان من بين الحاضرين الرئيس الروسي فلاديمير بوتين، المطلوب لدى المحكمة الجنائية الدولية لدوره المزعوم في اختطاف الأطفال أثناء الغزو الروسي لأوكرانيا.

## ملخص العرض
قلص عرض 2023 بشكل كبير مقارنة بالعروض السابقة. كان هناك حوالي 51 مركبة، بما في ذلك مركبة تنقل مشاة وريمديزل Z-STS اخمت ومركبة مدرعة مضادة للكمائن والألغام، والتي تستخدم فقط من قبل القوات الشيشانية.

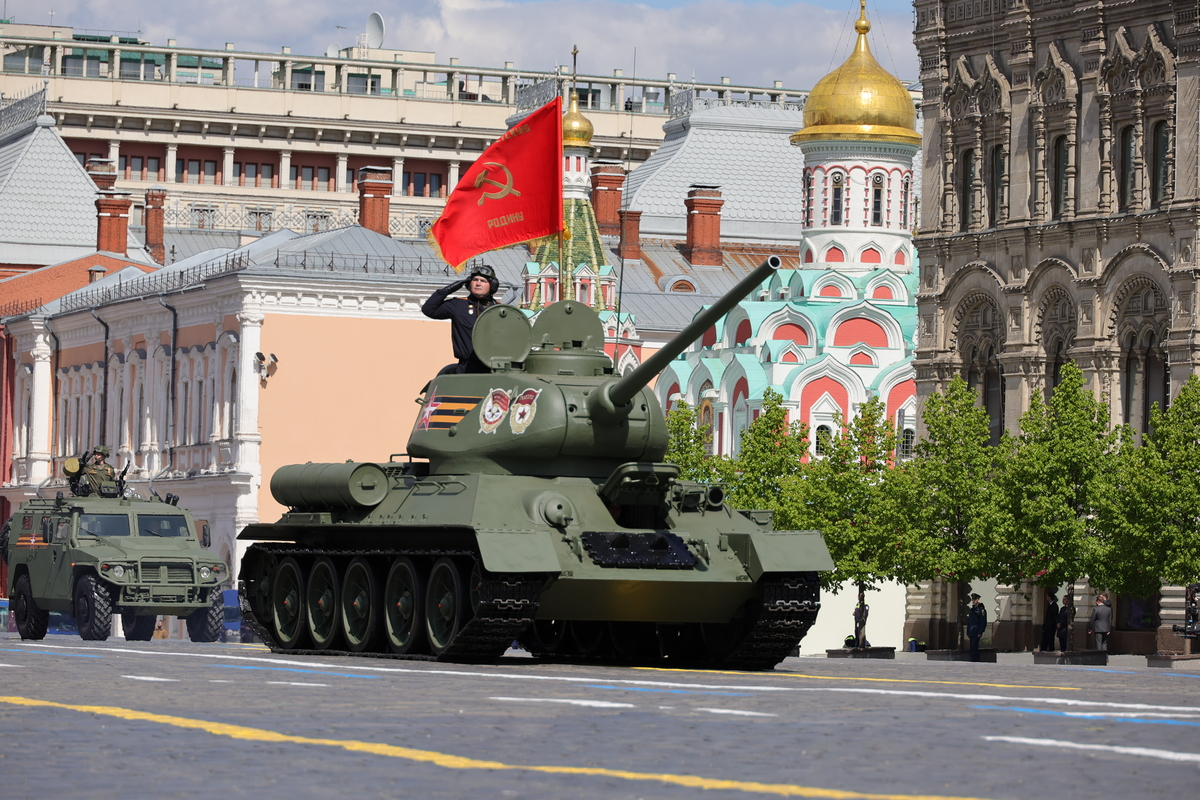
تي-34، الدبابة الوحيدة المعروضة في موكب يوم النصر في موسكو عام 2023

عرض دبابة واحدة فقط، وهي دبابة تي-34 العتيقة، وهو نوع أنتج في الاتحاد السوفيتي من عام 1944 إلى عام 1946. ولم يكن هناك عمود علوي خلال الحدث للسنة الثانية على التوالي. كانت 51 مركبة فقط حاضرة مقارنة بـ 197 في موكب يوم النصر لعام 2021، أي ما يقرب من 25٪ فقط من المركبات التي ظهرت في عام 2021. ونظرًا لعدم وجود جسر علوي، استمر العرض 45 دقيقة فقط، مقارنة بساعة ونصف وفقًا للمعايير الدولية. معتاد. شارك في العرض ثمانية آلاف جندي فقط مقارنة بأحد عشر ألف جندي ظهروا في عام 2021. وكانت طراز تي-34 هي المركبة الوحيدة المجنزرة في العرض، وكانت بقية المركبات عبارة عن مركبات قتالية خفيفة ذات عجلات. ظهرت مركبات مثل VPK-3927 فولك، غاز-2975 وبومرنغ (مدرعة عسكرية) في العرض. ولم يتم رؤية أي أنظمة دفاع جوي قصيرة المدى أيضًا، وهو ما يعد استراحة من العروض السابقة. أخيرًا، لم يُسمح لأقارب أولئك الذين قاتلوا في الحرب الوطنية العظمى، الفوج الخالد، بالسير.
وكما هو الحال في السنوات السابقة، ضمن قاذفات الصواريخ والمدفعية أيضًا. عرض صاروخ باليستي عابر للقارات ومن بينها ثلاثة صواريخ ار اس 24 يارس.

## خطاب بوتين
وفي خطابه أمام الجمهور الروسي، ادعى بوتين أن روسيا هي المدافعة عن السلام العالمي والحرية والاستقرار، قائلاً: "نحن نعتقد أن أي أيديولوجية تفوق هي بطبيعتها مثيرة للاشمئزاز وإجرامية وقاتلة". واتهم بوتين "النخب العالمية الغربية" بـ"إثارة الصراعات الدموية والاضطرابات"، وإعلان "القومية العدوانية"، وزرع الكراهية وكراهية روسيا، وتدمير القيم العائلية التقليدية.

## وحضر الحفل شخصيات أجنبية
ومن بين الحضور:

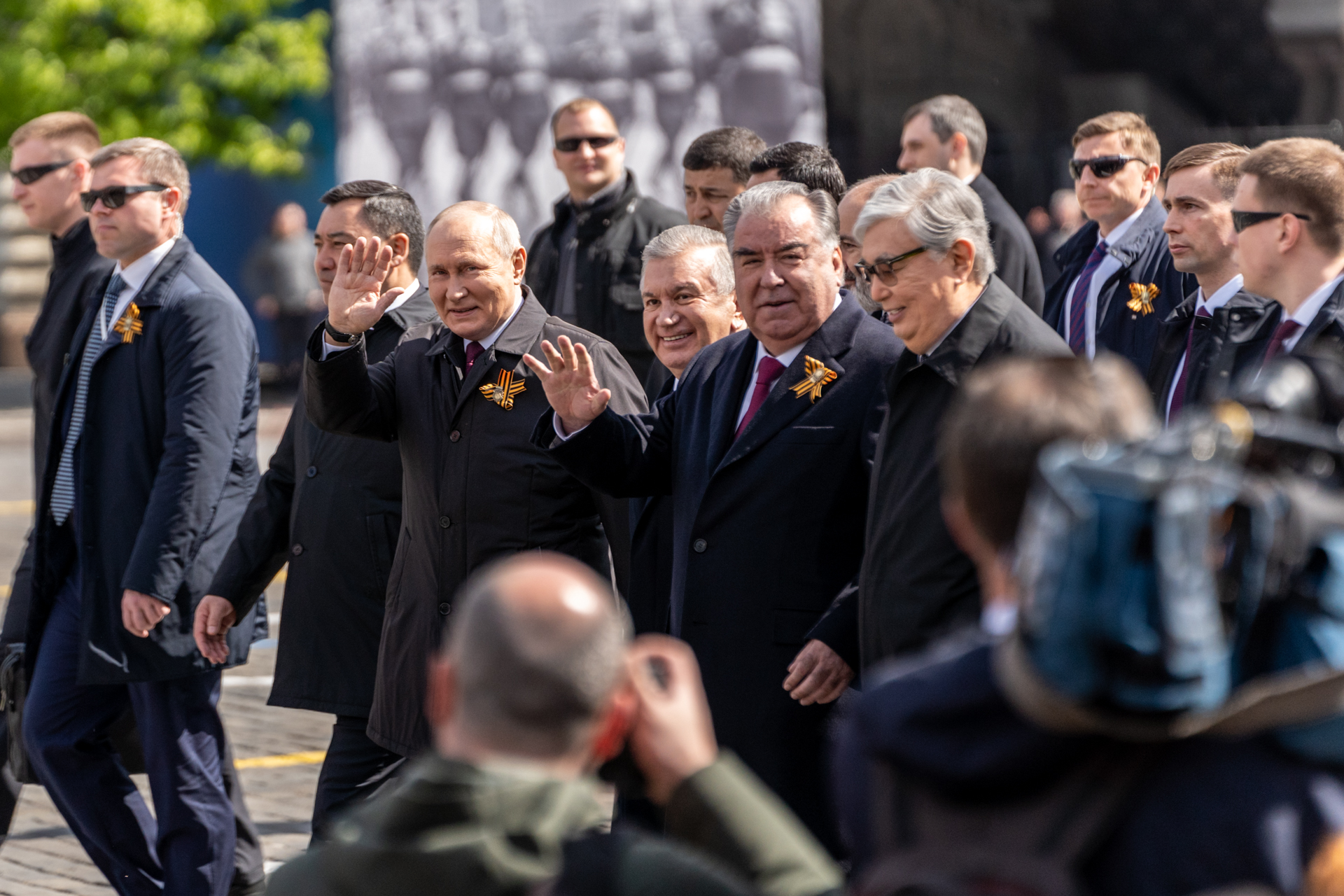
فلاديمير بوتين وغيره من قادة ما بعد الاتحاد السوفيتي في موكب يوم النصر في موسكو عام 2023

رئيس روسيا البيضاء ألكسندر لوكاشينكو
رئيس كازاخستان قاسم جومارت توقاييف
رئيس قيرغيزستان صدير جاباروف
رئيس طاجيكستان إمام علي رحمن
رئيس تركمانستان سردار بردي محمدوف
رئيس أوزبكستان شوكت ميرضيايف
رئيس وزراء أرمينيا نيكول باشينيان